# Ye Gue-rin
Ye Gue-rin (kor. 예그린 ;ur. 16 października 1981) – południowokoreańska judoczka. Olimpijka z Aten 2004, gdzie zajęła siódme miejsce w wadze ekstralekkiej.
Piąta na mistrzostwach Azji w 2004. Medalistka turniejów kontynentalnych roku.

## Letnie Igrzyska Olimpijskie 2004
| Konkurencja | Rundy eliminacyjne         | Rundy eliminacyjne     | Repsaże                 | Repsaże          | Klas. końcowa |
| Konkurencja | Przeciwnik I               | Przeciwnik II          | Przeciwnik I            | Przeciwnik II    | Miejsce       |
| ----------- | -------------------------- | ---------------------- | ----------------------- | ---------------- | ------------- |
| 48 kg       | Neşe Şensoy Yıldız (TUR) Z | Julia Matijass (GER) P | Carolyne Lepage (CAN) Z | Gao Feng (CHN) P | 7.            |